# Bornmuellera
Bornmuellera là chi thực vật có hoa trong họ Cải.